# Quae ad nos
Quae ad nos (část úvodní fráze „Zprávy, které k nám denně přicházejí“) je krátká encyklika papeže Lva XIII. vyhlášená 22. listopadu 1902, jedna z jeho posledních. Byla jmenovitě určená českým a moravským biskupům v čele s pražským arcibiskupem Lvem Skrbenským. Papež v textu kritizuje rychlý postup sekularizace českého a moravského národa a vyzývá biskupy k podniknutí naléhavých protiopatření. Encyklika navrhuje svolání konference všech českých a moravských biskupů, která by se měla tomuto problému věnovat a najít cesty k jeho řešení, a vyzývá český klérus k jednotě.  

## Text
QUAE AD NOS
ENCYKLIKA PAPEŽE LVA XIII.
O CÍRKVI V ČECHÁCH A NA MORAVĚ

Kardinálu Skrbenskému, arcibiskupovi pražskému, a ostatním arcibiskupům a biskupům Čech a Moravy.
Zprávy, které k nám denně přicházejí o stavu vašich diecézí a o odchodu velkého počtu lidí z obřadů a praktik katolicismu, Nám způsobují velký zármutek a smutek. Zajisté nepochybujeme o tom, že usilovně uplatňujete každý argument, abyste napravili neštěstí stáda, které vám bylo svěřeno, a abyste zabránili ztrátám, které se každým dnem zhoršují. Jestliže nepřátelé víry nešetří námahou ani penězi a ze všech sil se snaží zničit vaše stádo, vy, které si Kristus přál za pastýře, nesmíte zahálet, ale musíte použít všechny dostupné prostředky k obraně svého stáda. Velikost nebezpečí Nás však přesvědčuje, abychom povzbuzovali ochotné. S jistotou víme, že ne všechny vaše diecéze jsou s ohledem na bezpečnost víry ve stejné situaci, a proto nelze všude uplatňovat stejné prostředky pomoci pro zachování víry. Protože je však nebezpečí společné a je to společná vlast, která volá po obraně, myslíme si, že nejlepším řešením by bylo, abyste spolu komunikovali a jednotně se postarali o to, čeho je třeba dosáhnout a čeho je třeba se vyvarovat. Proto je naším přáním, abyste se vy všichni, biskupové Čech a Moravy, co nejdříve sešli k poradě o obraně víry mezi vašimi krajany. Přirozeně se postaráte o to, aby povaha jednání a rozhodnutí, která se uskuteční, byla předána Nám, aby mohla být schválena apoštolským souhlasem. Kromě toho si nepřejeme nechat si ujít tuto příležitost, aniž bychom vám znovu co nejusilovněji nedoporučili, abyste se postarali o úplné vykořenění fanatického zanícení, které způsobuje, že svaté duchovenstvo mezi vámi je rozpolceno; rozděluje to a vyčerpává síly těch, jejichž jednota je nyní velmi potřebná, zvláště pro obranu víry. Kéž vás v těchto úkolech provází pomoc Boží milosti. Na znamení Naší lásky přijměte apoštolské požehnání, které nejláskyplněji v Pánu udělujeme vám a vašemu stádu.
Dáno v Římě u sv. Petra 22. listopadu 1902, 25. roku Našeho Pontifikátu.
LEV XIII.